# 布引五本松ダム
布引五本松ダム（ぬのびきごほんまつダム）または布引五本松堰堤（ぬのびきごほんまつえんてい）は、兵庫県神戸市中央区の生田川にある日本初の重力式コンクリートダム。2006年に近代化遺産「布引水源地水道施設」の一部として国の重要文化財に指定された。厚生労働省の「近代水道百選」に選ばれている。

## 概要
神戸市中央区は六甲山地の麓、布引渓流（名水100選）を布引の滝（日本の滝100選）の上流で堰き止め、布引貯水池（ダム湖100選）を形成する。現在も水道専用ダムとして使用されている。
日本最初の本格的なダムで、世界に名を馳せた"KOBE WATER"をも象徴する建築遺産である。コンクリートダムであるが型枠用の石積をそのままに残した外壁と古典様式のテンテル（歯飾り）はヨーロッパの巨大な城壁を思わせ、山麓の優れた景観の構成要素となっている。
夜間はライトアップが行われ、北野町と布引ハーブ園を結ぶ神戸布引ロープウェイからも眺めることができる。

## 歴史
- 1887年（明治20年） - パーマーによる神戸市の近代水道計画作成
- 1892年（明治25年） - 工部大学校教授の英国人ウィリアム・バートンによる計画案（土堰堤：内面石張、外面芝張、堰堤高65尺、貯水容量約31万トン）作成
- 1898年（明治31年） - バートン案を基にし、吉村長策（顧問技術者）及び佐野藤次郎（主任技師）設計による大規模なコンクリート堰堤として着工
- 1900年（明治33年） - 竣工
- 1908年（明治41年）- 堆砂の進行のため、分水堰及び258メートルのバイパストンネルを設置
- 2005年（平成17年） -  堤体耐震補強工事、および土砂浚渫工事完工

## 文化財
布引五本松ダムを含む水道施設は、2006年（平成18年）7月5日、「布引水源地水道施設」の名称で国の重要文化財に指定された。布引五本松ダムのほか、分水施設、橋梁、土地などを含めた水道施設全体が文化財として評価され指定されたものである。指定範囲には以下のものを含む。
- 布引水源地水道施設 3基6所
  - 分水堰堤
  - 分水堰堤付属橋
  - 分水隧道
  - 締切堰堤
  - 放水路隧道
  - 五本松堰堤　附:管理橋、取水管2点、排泥管、排泥管バルブ、矢板2枚
  - 谷川橋
  - 雌滝取水堰堤
  - 布引水路橋（砂子橋）
  - 附:図面8枚
  - 水道用地520,010平方メートル（用地内の石造擁壁、旧門柱、旧門衛所を含む）

## 交通アクセス
- 神戸布引ロープウェイ 風の丘中間駅 徒歩10分

- 山陽新幹線 新神戸駅 徒歩30分
- 神戸市営地下鉄 新神戸駅 徒歩35分

## ギャラリー

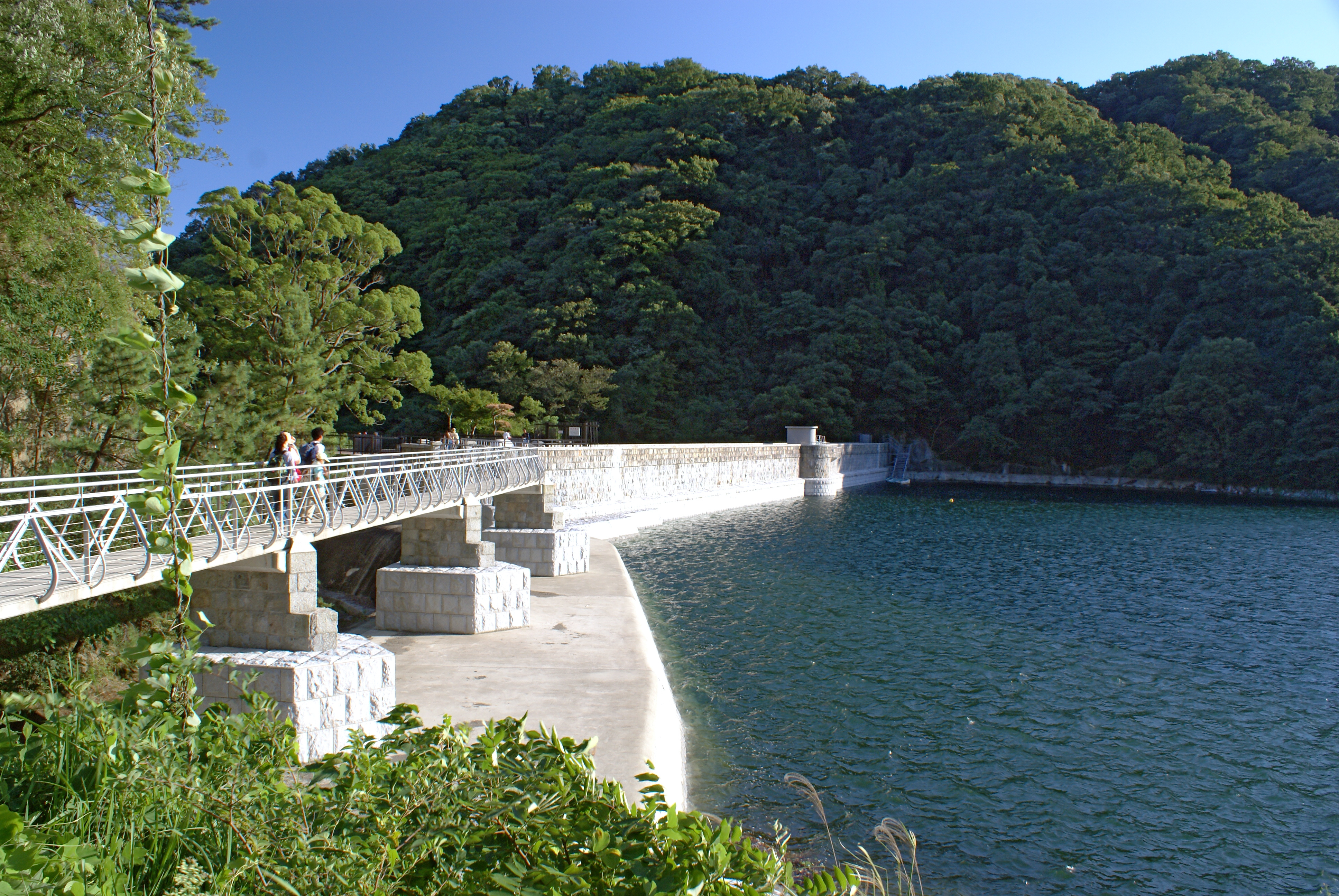
五本松ダムと管理橋
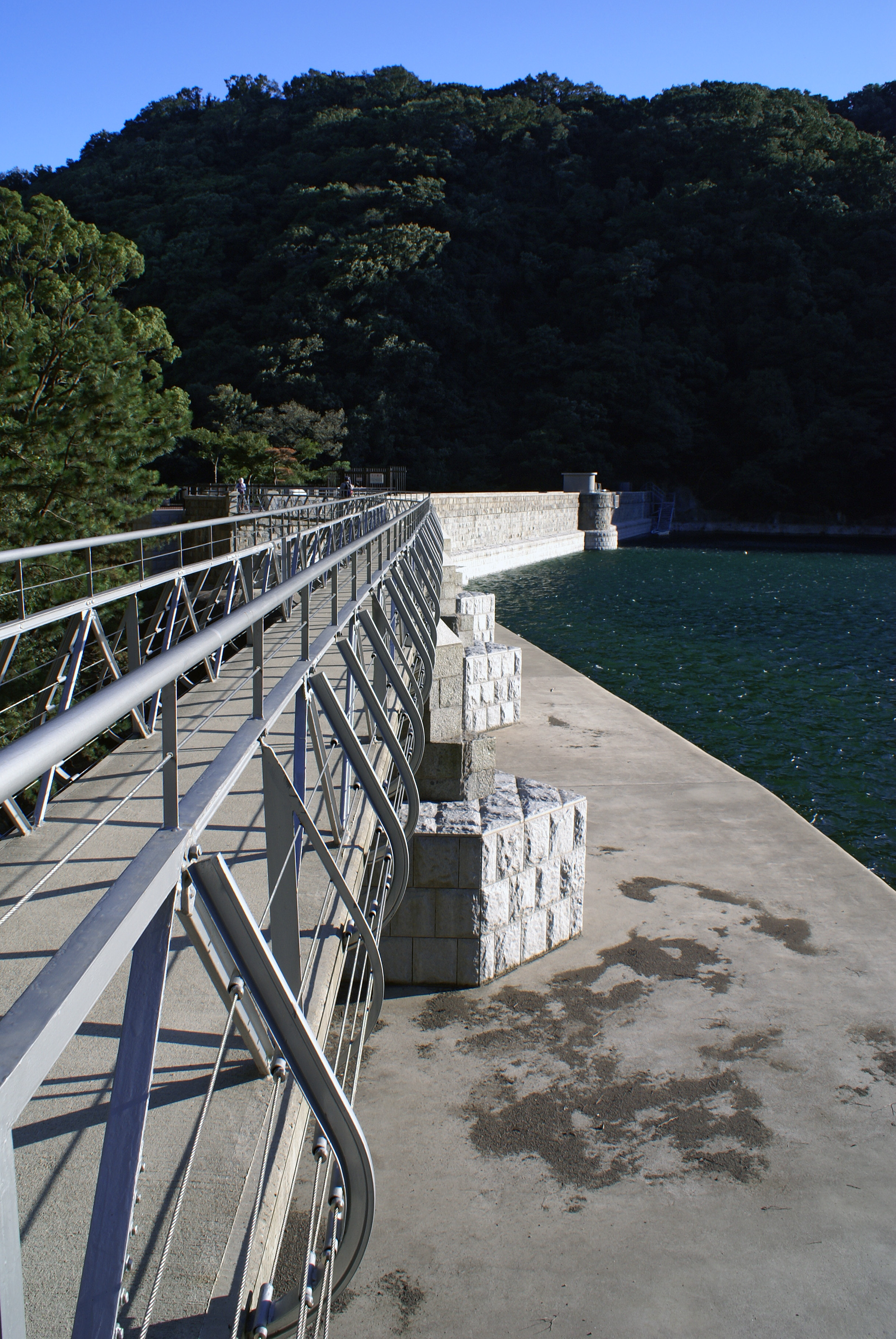
五本松ダムと管理橋
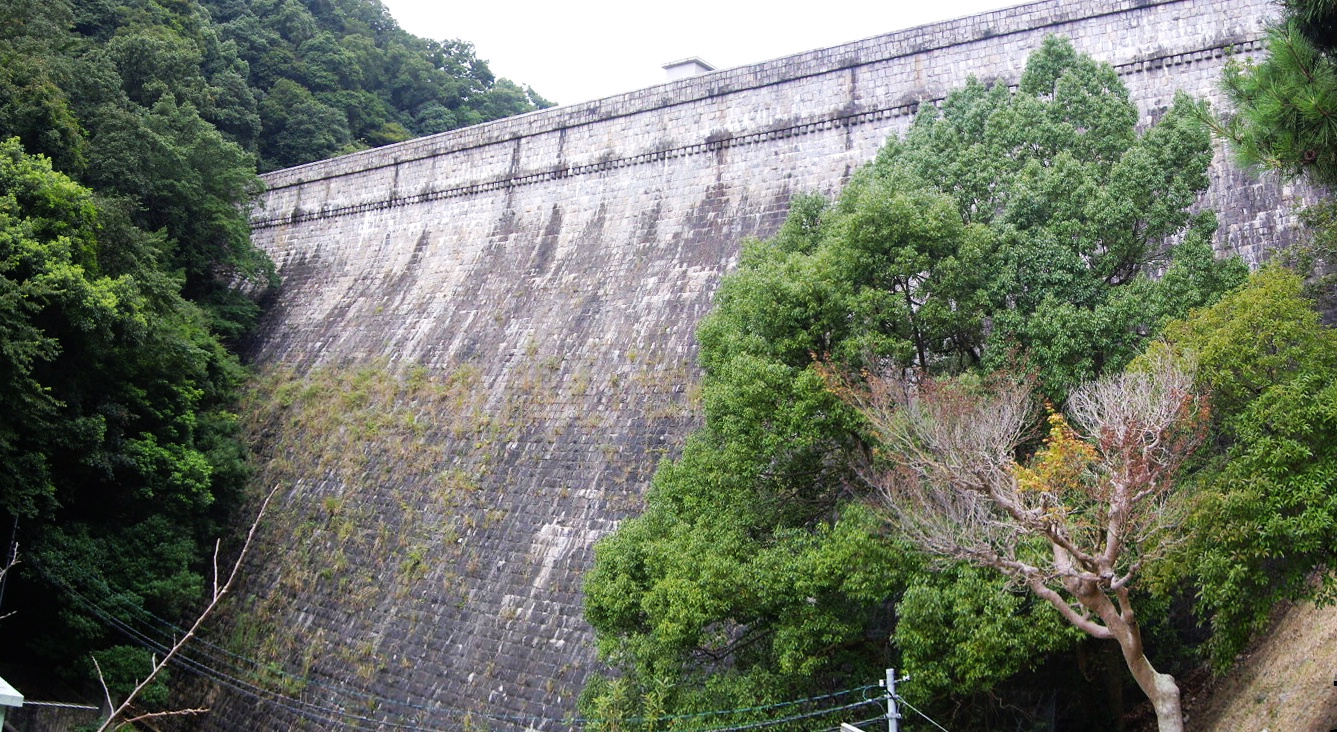
五本松ダム
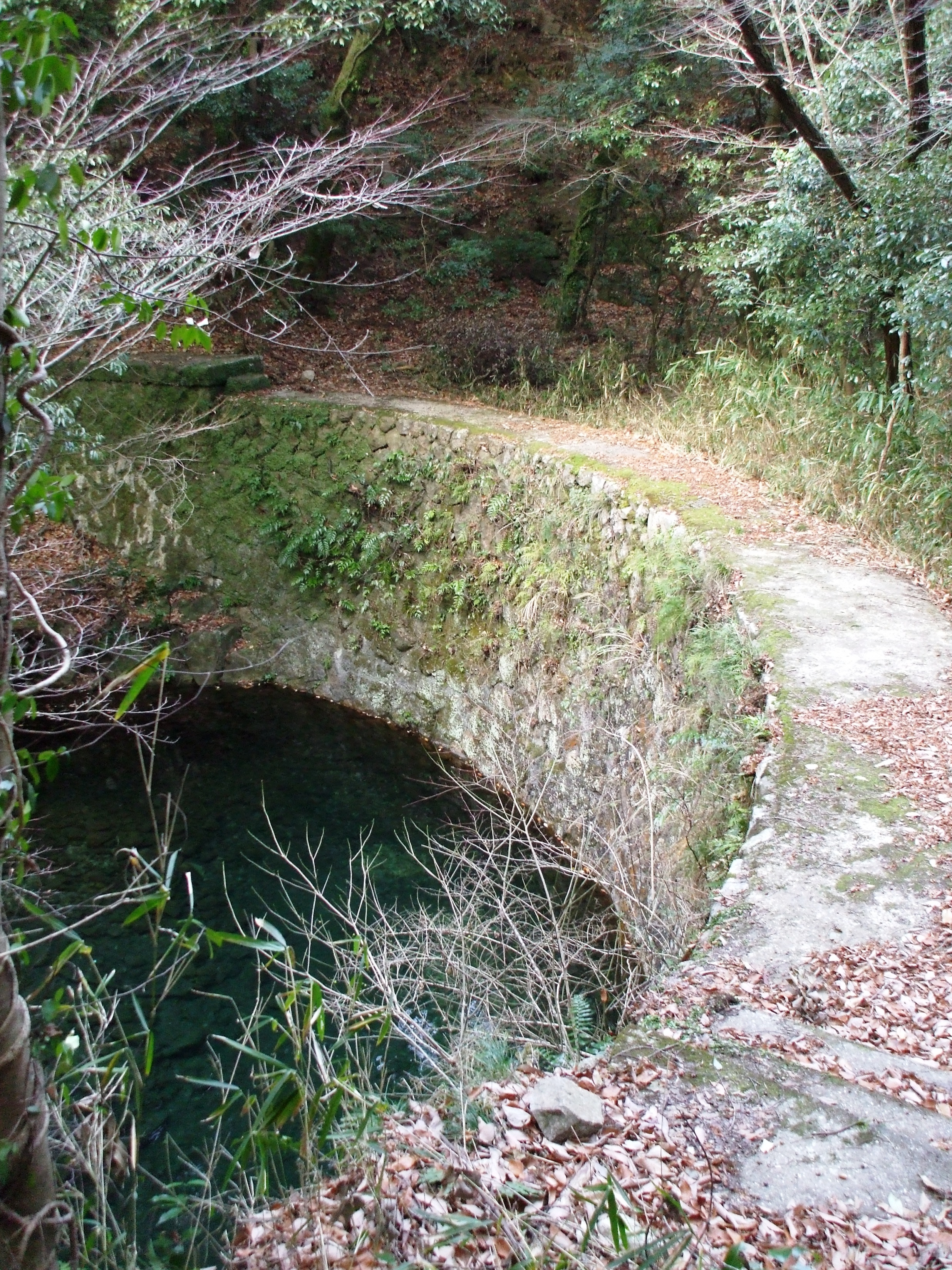
締切堰堤
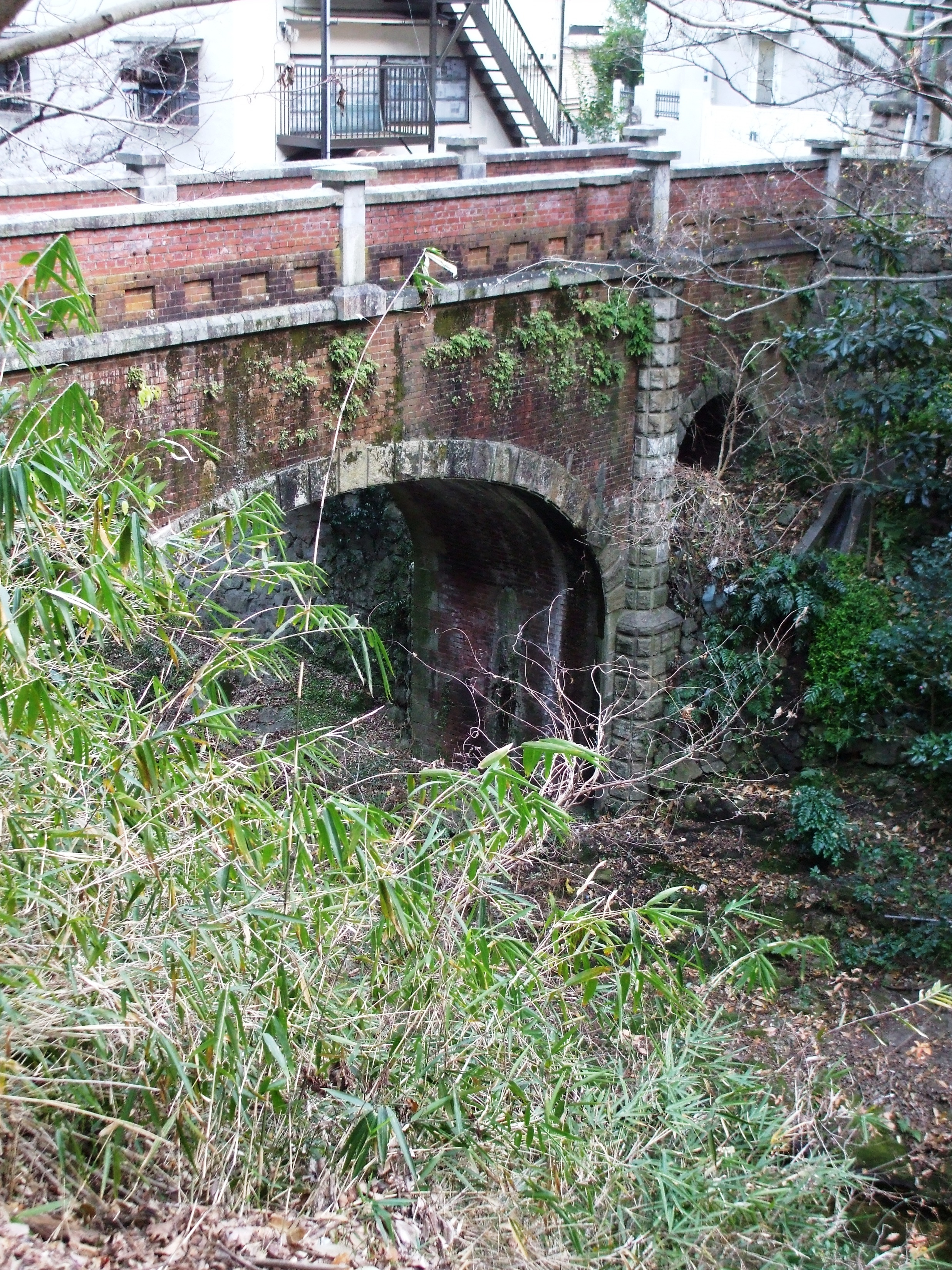
布引水路橋（砂子橋）
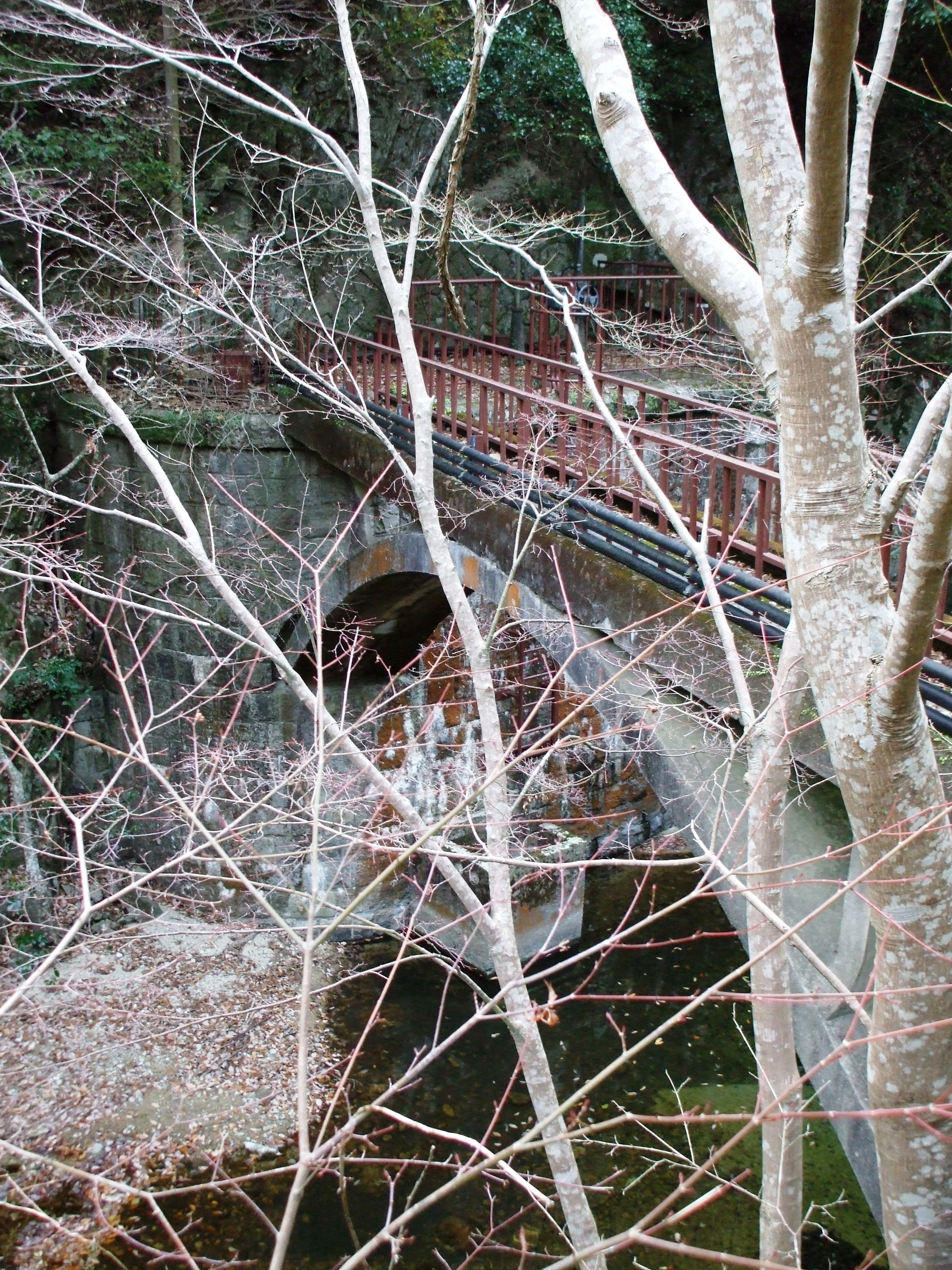
分水堰堤付属橋

## 周辺情報
- 布引の滝
- 徳光院
- 布引ハーブ園
- 北野町山本通